# Surveyor 5
Surveyor 5 là tàu vũ trụ hạ cánh xuống Mặt Trăng thứ năm của chương trình Surveyor không người lái của Mỹ được gửi đi để khám phá bề mặt của Mặt Trăng. Surveyor 5 đã đáp xuống vùng Mare Tranquillitatis. Tổng cộng có 19.049 hình ảnh đã được truyền đến Trái Đất.

## Nhiệm vụ
Nhiệm vụ bị sự cố rò rỉ khí heli trong hệ thống điều áp động cơ vernier nhiên liệu lỏng, có thể dẫn đến thất bại. Một chu trình hạ cánh được cải tiến đã khởi động tên lửa hãm (retrorocket) chỉ cách Mặt Trăng khoảng 42 km (khoảng một nửa chiều cao bình thường) cho phép động cơ vernier đưa tàu xuống trong 106 giây từ độ cao chỉ 1340 m (khoảng 10% so với thông thường). Điều này đã làm cho chiếc máy bay rơi xuống với áp suất heli ở giới hạn mức chịu đựng của động cơ, và có thể khiến động cơ ngừng hoạt động do thiếu áp lực.
Tuy nhiên, việc hạ cánh đã thành công và dữ liệu đã được gửi về trong vòng 2 tuần sau khi tàu hạ cánh. Một phòng thí nghiệm phân tích hóa học thu nhỏ sử dụng một thiết bị tán xạ hạt alpha được sử dụng để xác định đất Mặt Trăng bao gồm đá bazan. Một công cụ tương tự, APXS, đã được sử dụng trên một số nhiệm vụ thăm dò sao Hỏa.

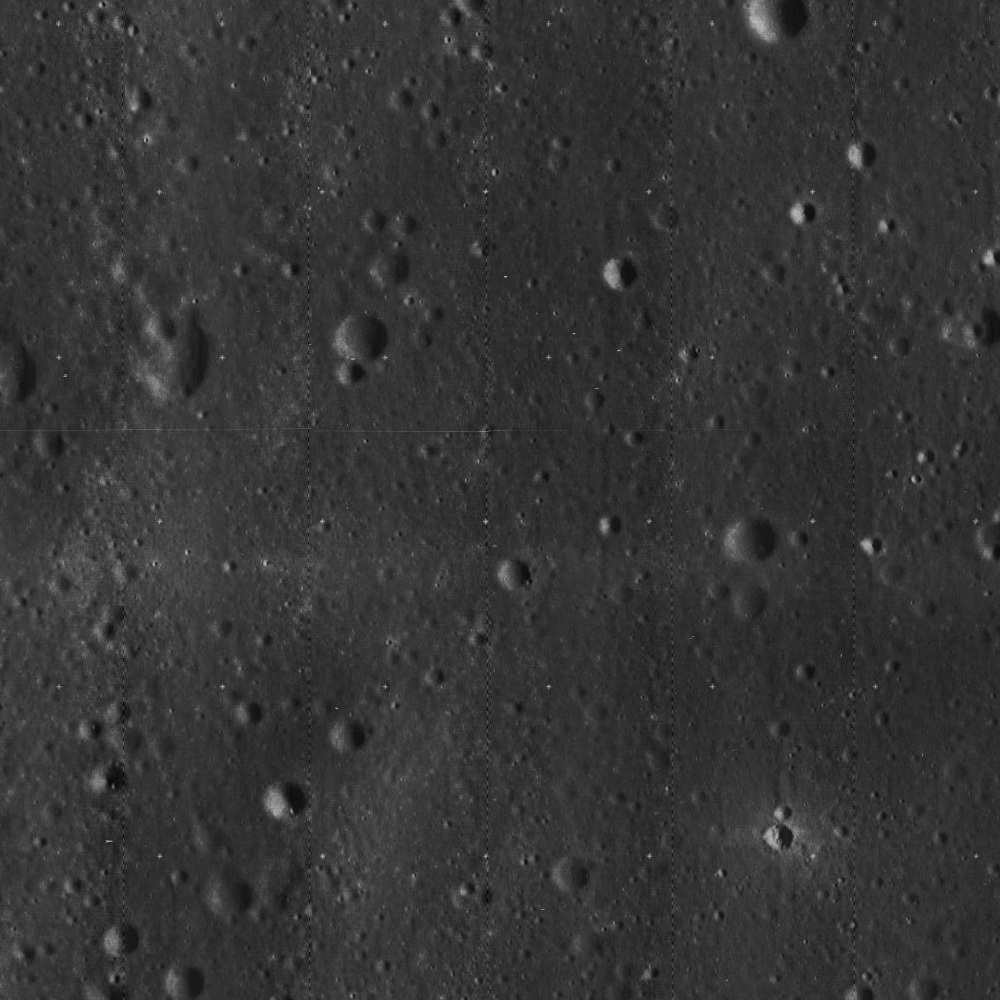
Hình ảnh Lunar Orbiter 5 tập trung vào địa điểm hạ cánh của Surveyor 5. Chiều rộng là 17,2 km.

Surveyor 5 là phi thuyền thứ ba trong loạt Surveyor đã hạ cánh xuống Mặt Trăng thành công. Tàu vũ trụ có cấu trúc hình tam giác cơ bản của ống nhôm cung cấp các bề mặt gắn kết cho các thiết bị kỹ thuật và khoa học. Mục tiêu là thu được hình ảnh truyền hình của Mặt Trăng, tiến hành thí nghiệm xói mòn động cơ vernier, xác định độ phong phú tương đối của các nguyên tố hóa học trong đất đá trên bề mặt, thu thập dữ liệu động lực chạm và thu thập dữ liệu phản xạ nhiệt và radar. Thiết bị đo đạc cho tàu vũ trụ này tương tự như của các tàu khảo sát trước đó và bao gồm chân hạ cánh, hệ thống đẩy Vernier và nhiều cảm biến kỹ thuật.